# دوروتی آلیسون
دوروتی آلیسون (انگلیسی: Dorothy Allison؛ زادهٔ ۱۱ آوریل ۱۹۴۹ – درگذشتهٔ ۶ نوامبر ۲۰۲۴) نویسنده و شاعر اهل ایالات متحده آمریکا بود. نوشته‌های او اغلب بیانگر موضوع‌هایی چون مبارزه طبقاتی، کودک‌آزاری، سوءاستفاده جنسی، همجنس‌گرایی زنانه و فمینیسم بود.
وی همچنین برندهٔ چندین جایزه همچون جایزه ادبی لامدا و جایزه کتاب استون‌وال شد.

## زندگی شخصی
آلیسون، یک همجنس‌گرا بود. او همراه با شریک زندگی‌اش، آلیکس لیمن در کالیفرنیا زندگی می‌کرد. آن‌ها یک پسر به نام ولف داشتند.